# Винновская роща
Винновская роща — лесопарк, парк культуры и отдыха и роща в Железнодорожном районе Ульяновска. Роща является памятником природы, истории и культуры. Роща и село Винновка, упоминается в романе русского писателя И. А. Гончарова «Обрыв», как Малиновка.

## Описание
Роща занимает 135,4 га и представляет собой последний в Ульяновске сохранившийся фрагмент реликтового липово-дубравного урочища, насчитывающий 280 видов растений и служащий местом обитания множества животных. Это островок старинного леса, чудом уцелевший от вырубки со времени строительства Симбирска-Ульяновска.

## История

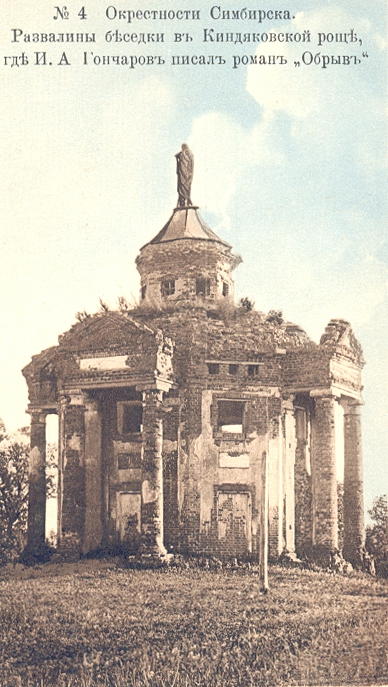
Масонская беседка. Находилась в Винновской роще.

С конца XVIII и до середины XX веков роща именовалась «Киндяковской», по имени владельцев имения — богатых помещиков Киндяковых, среди них наиболее известен Пётр Васильевич Киндяков и последняя владелица поместья — Екатерина Максимилиановна (Кетлин-Эмили) Перси-Френч (в дев. Киндякова).
Изначально, вход в рощу и парадный въезд в Винновку находился в северо-западной части (ныне ул. Первомайская): два тетрапилона, соединённые воротами, которые запирались на ночь.
1 мая 1907 года в северо-западной части Винновской рощи была проведена одна из первых в Симбирске маёвок — нелегальное собрание революционно настроенных рабочих.
В 1918 году здесь проходили боевые действия между красноармейцами 2-го Симбирского полка Железной дивизии (ком-р М. Д. Великанов, комиссар Н. М. Шверник) и инструкторским офицерским батальоном Народной армии Комуча. См. статью: Симбирская операция.
Во второй половине 1930-х в Винновской роще был организован пионерский лагерь.
Во время ВОВ в роще действовали учебные лагеря по подготовке бойцов и стояла зенитная батарея для охраны УМЗ и моста через Волгу.
В 1947 году в Винновской роще была построена большая, деревянная, с верандой вокруг дома дача, куда каждое лето возили ребят из Ульяновского детского дома № 6.
В 1954 году, когда посёлок Киндяковка вошёл в состав Железнодорожного района, а роща оказалась в составе села Винновка Ульяновского района, то роща, по названию села, стала называться «Винновской».
15 марта 1961 года решением Ульяновского областного совета народных депутатов № 296 Винновская роща была объявлена особо охраняемой природной территорией Ульяновской области (ООПТ), получив статус первого в Ульяновской области регионального памятника природы.
17 октября 1966 года село Винновка, а с ней и роща, вошла в состав города. В этом же году роща стала парком культуры и отдыха «Винновская роща».

## Мероприятия
В 1960-70-х годах в Винновской роще проходили чемпионаты Поволжской зоны по мотокроссу.
17 июня 1979 года здесь впервые проведён «День памяти Ивана Александровича Гончарова», который с этого года стал ежегодным — Гончаровским праздником.
В феврале 2019 года в Винновской роще прошли всероссийские соревнования по кинологическому спорту.
5—9 июля 2022 года здесь прошли соревнования по спортивному ориентированию VIII Всероссийской летней универсиады.

## Достопримечательности
- В Винновской роще находится Мемориальная беседка Гончарова, 1912 года постройки, в честь 100-летия писателя, установленная здесь в 1967 году.
- Три родника — «Сахарный»[20], «Княгинин» и «Лоточек», к которым горожане ходят набирать воду. В 2008 году родник «Лоточек» и прилегающее к нему озеро пострадали от загрязнения нефтепродуктами[21].
- В Винновской роще находятся два склепа[22] — в одном из которых покоилась любимая гувернантка Кетлин-Эмилии — Дженни Томпкинс, умершая в 1893 году. Ныне склепы находятся в полуразрушенном состоянии[23][24].
- До начала 30-х годов XX столетия у входа в Винновку находилась Ротонда, ныне не сохранилась[25][26][27].
- «Белый враг» — овраг назван потому, что в 1918 году сюда были сброшены около 200 тел «белого» офицерского инструкторского батальона[28].
- В роще растёт дуб, которому около 400 лет[28].

## Галерея

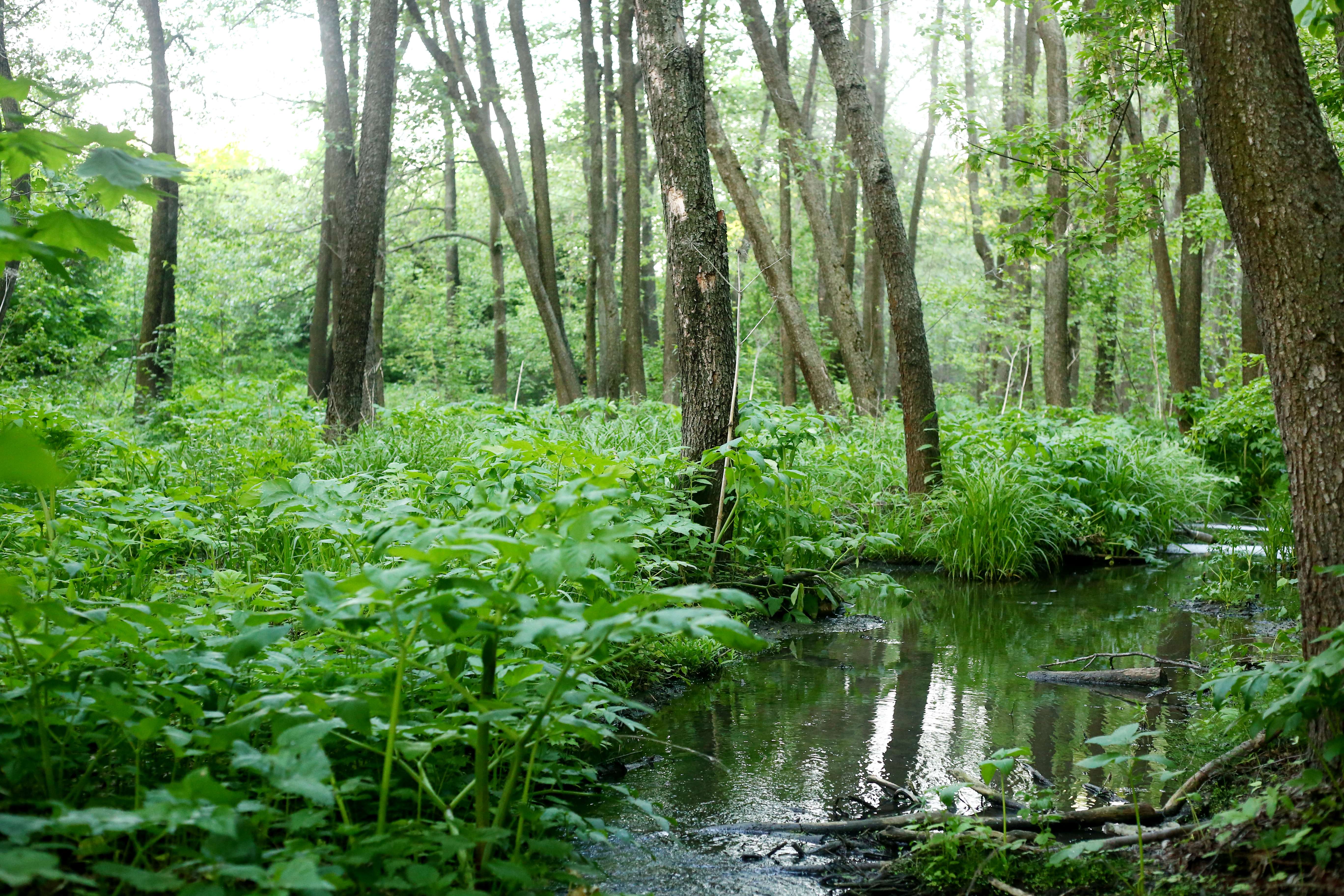
Флора Винновская роща
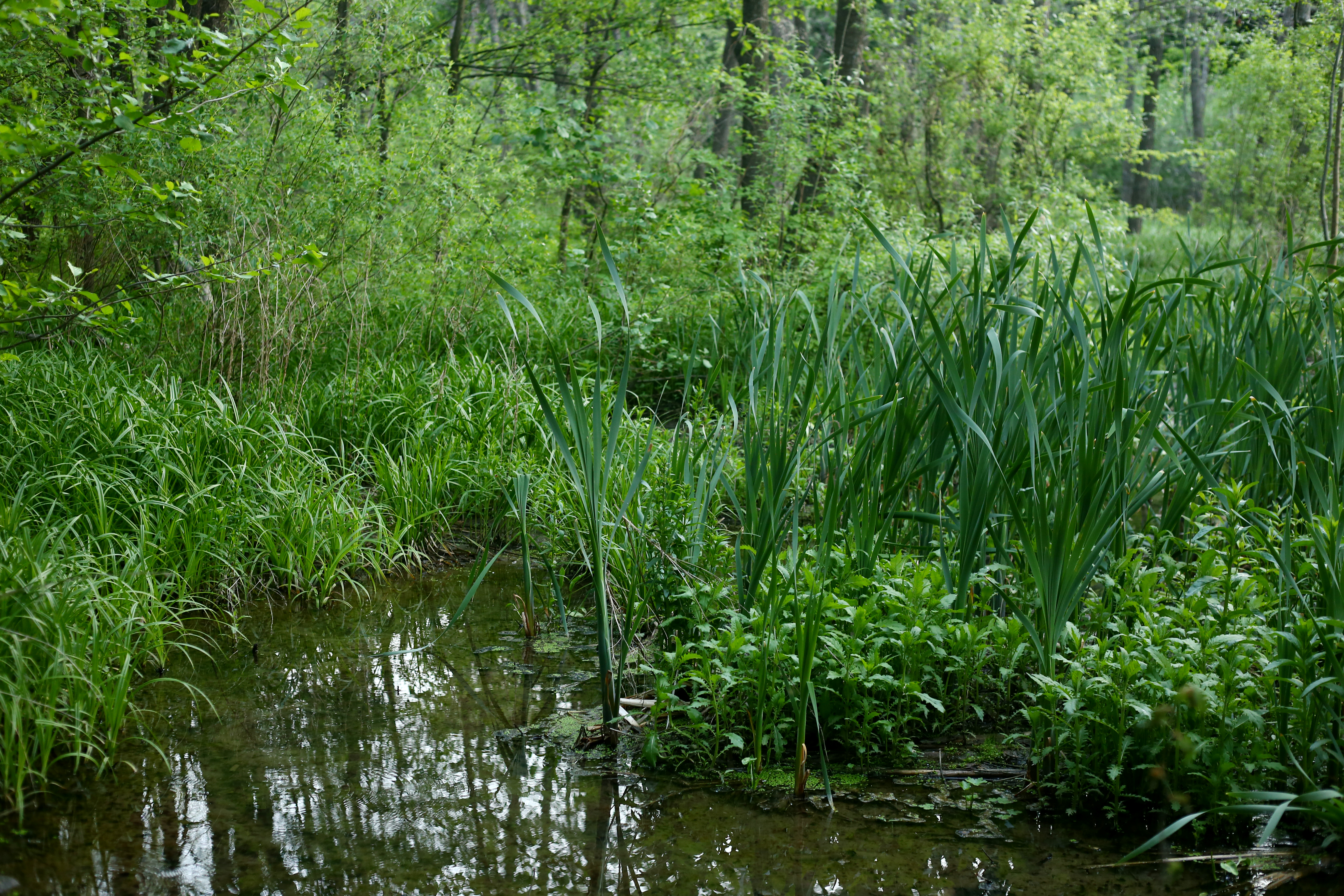
Флора Винновская роща
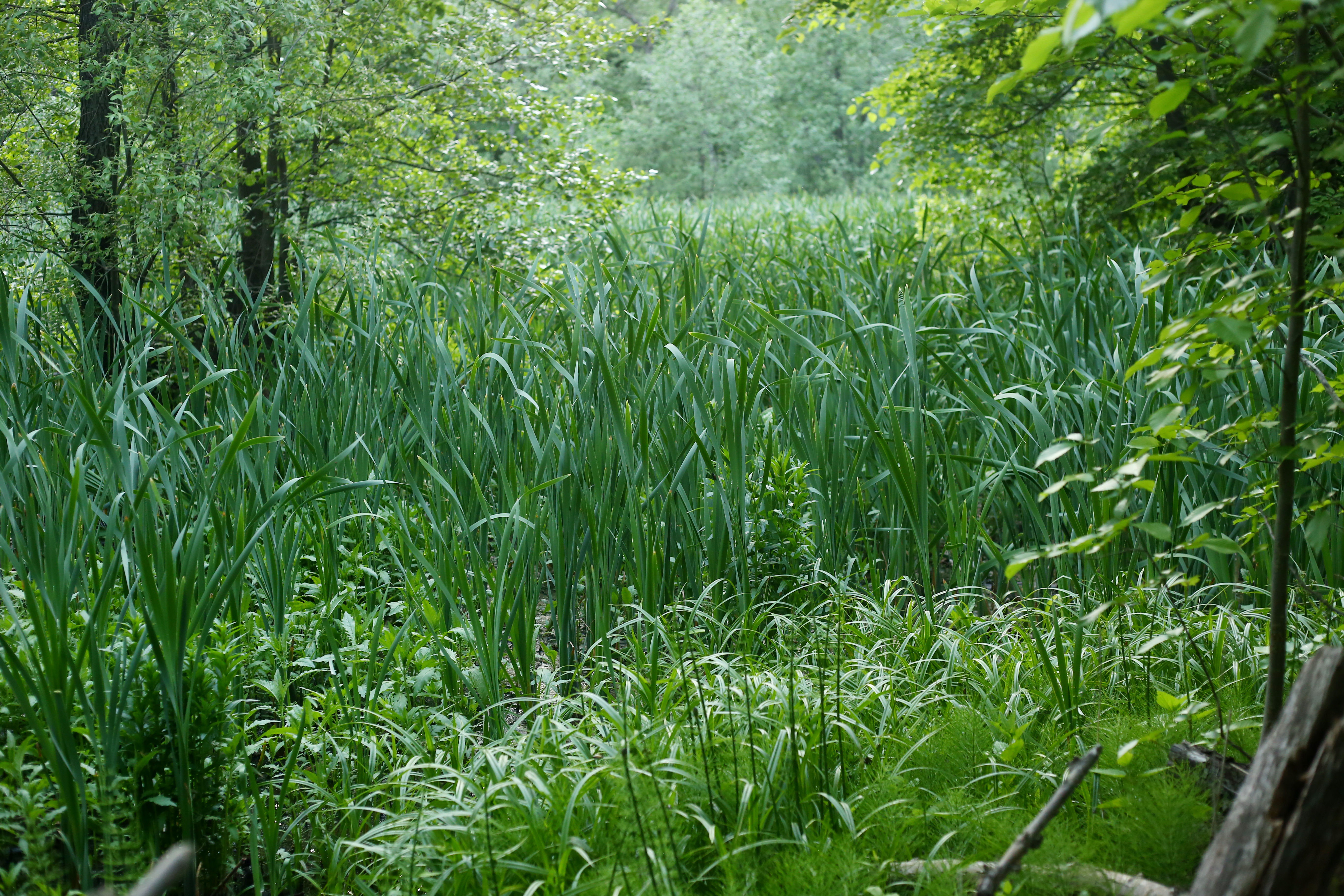
Флора. Винновская роща
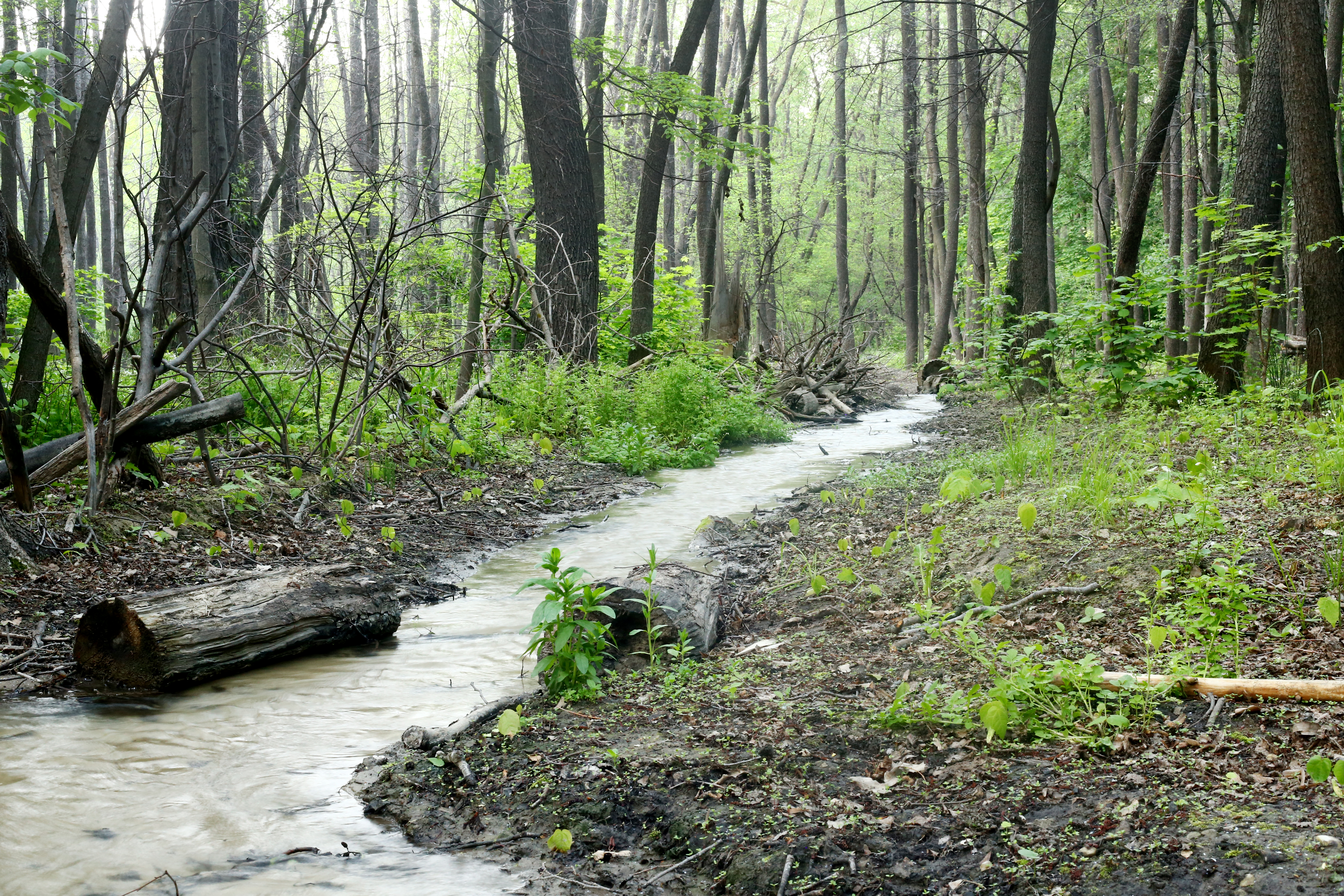
Винновская роща
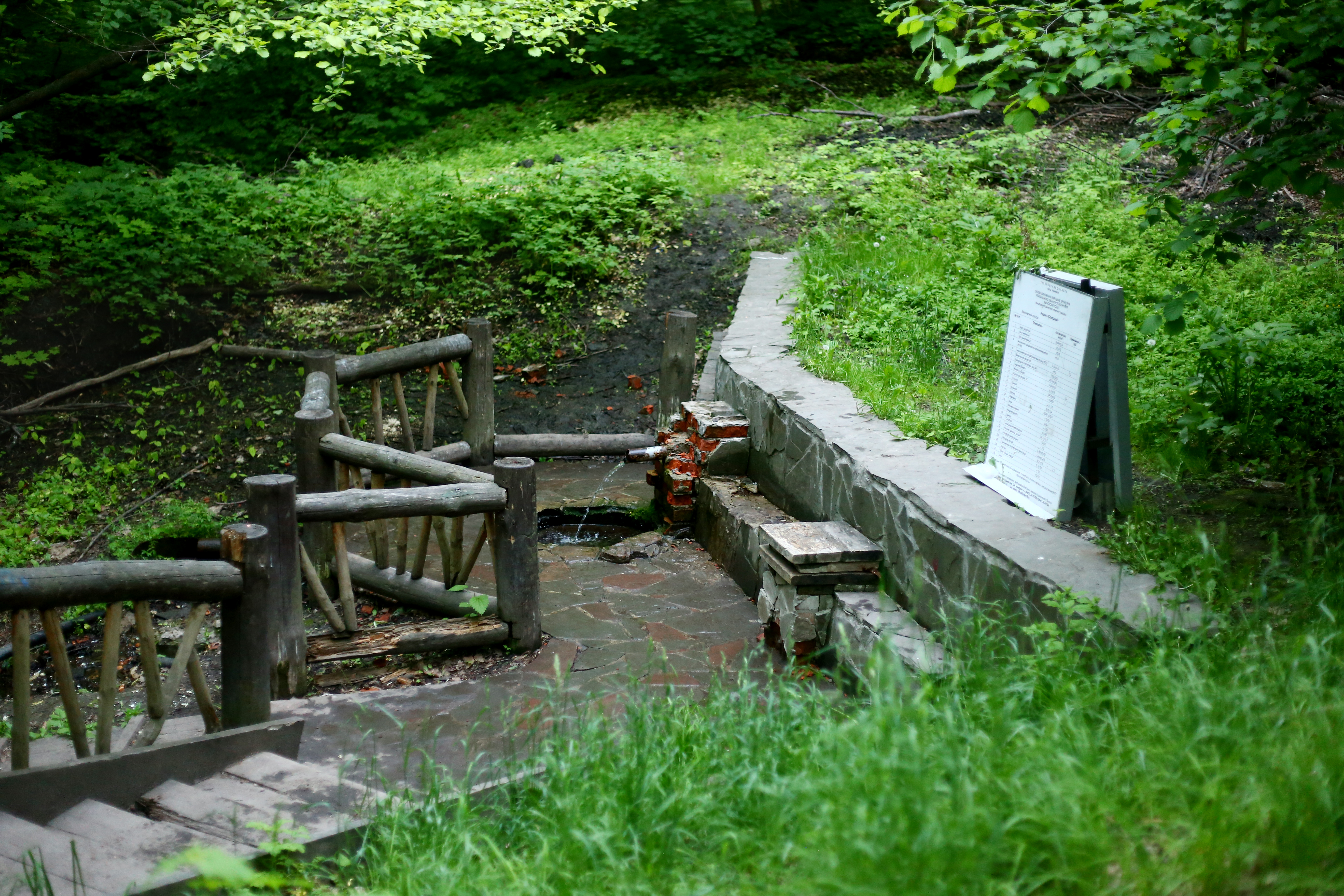
Родник «Сахарный», Винновская роща
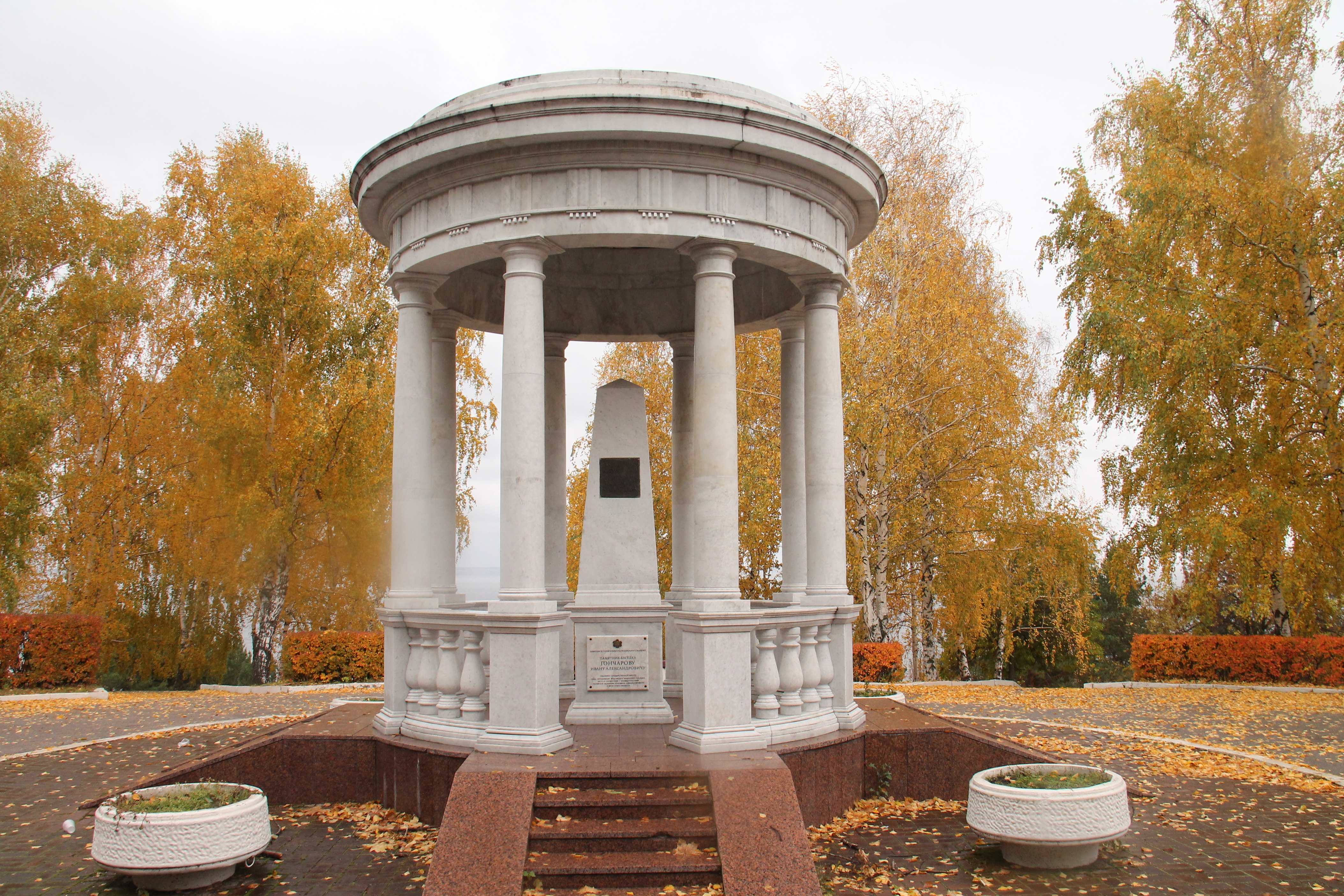
Гончаровская беседка в Винновской роще
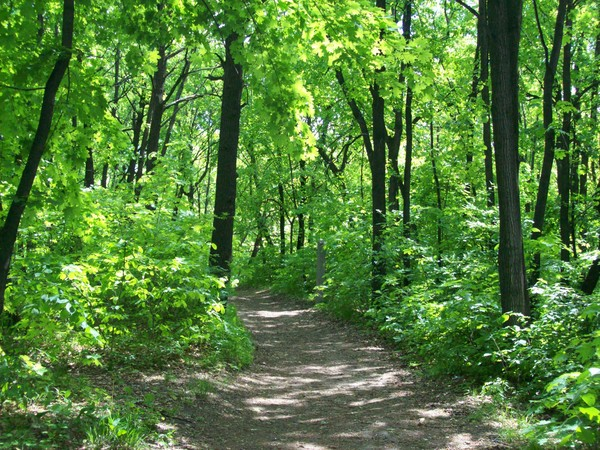
В «Винновской роще»
В парке «Винновская роща»
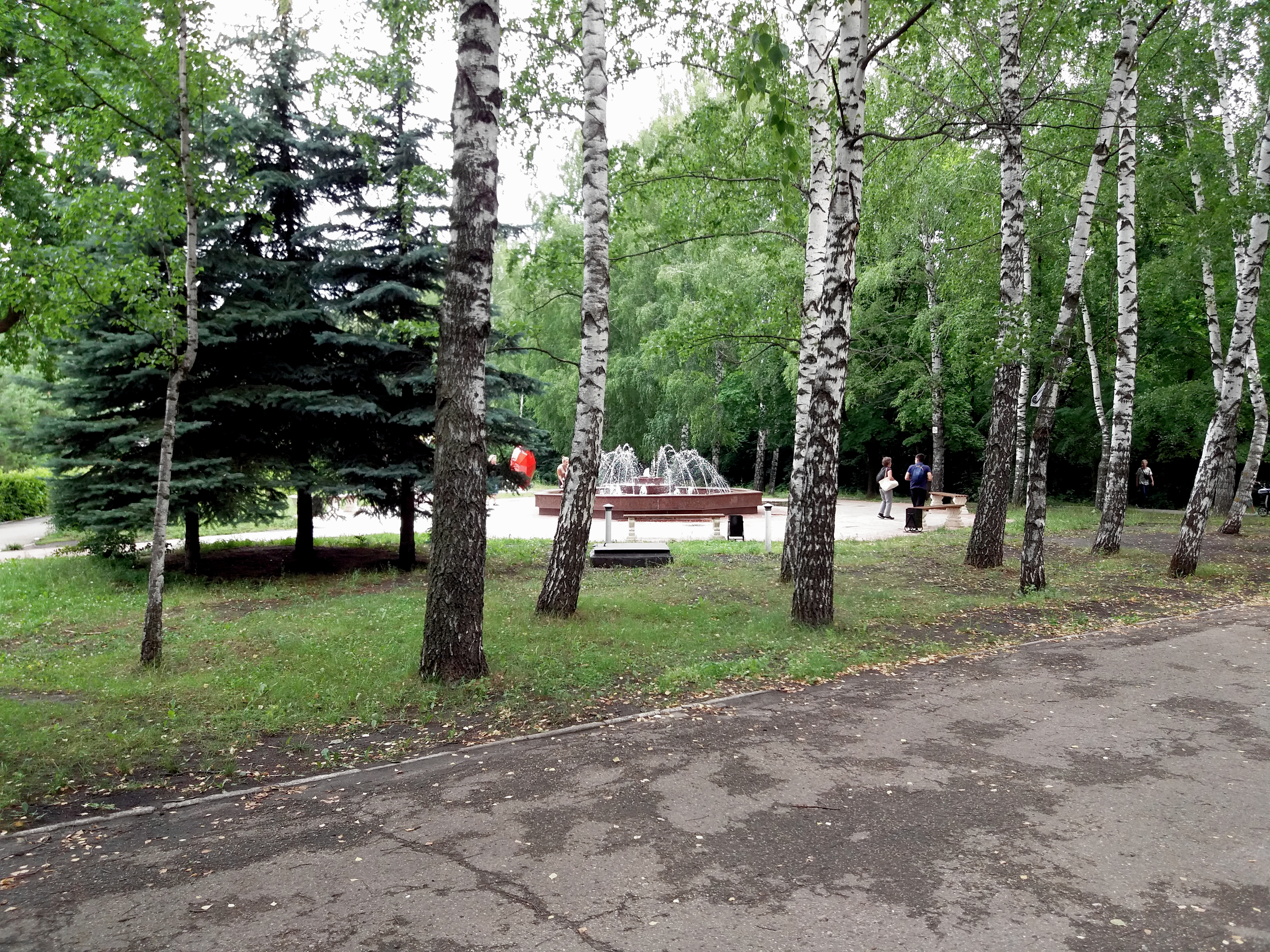
В ПКО «Винновская роща»
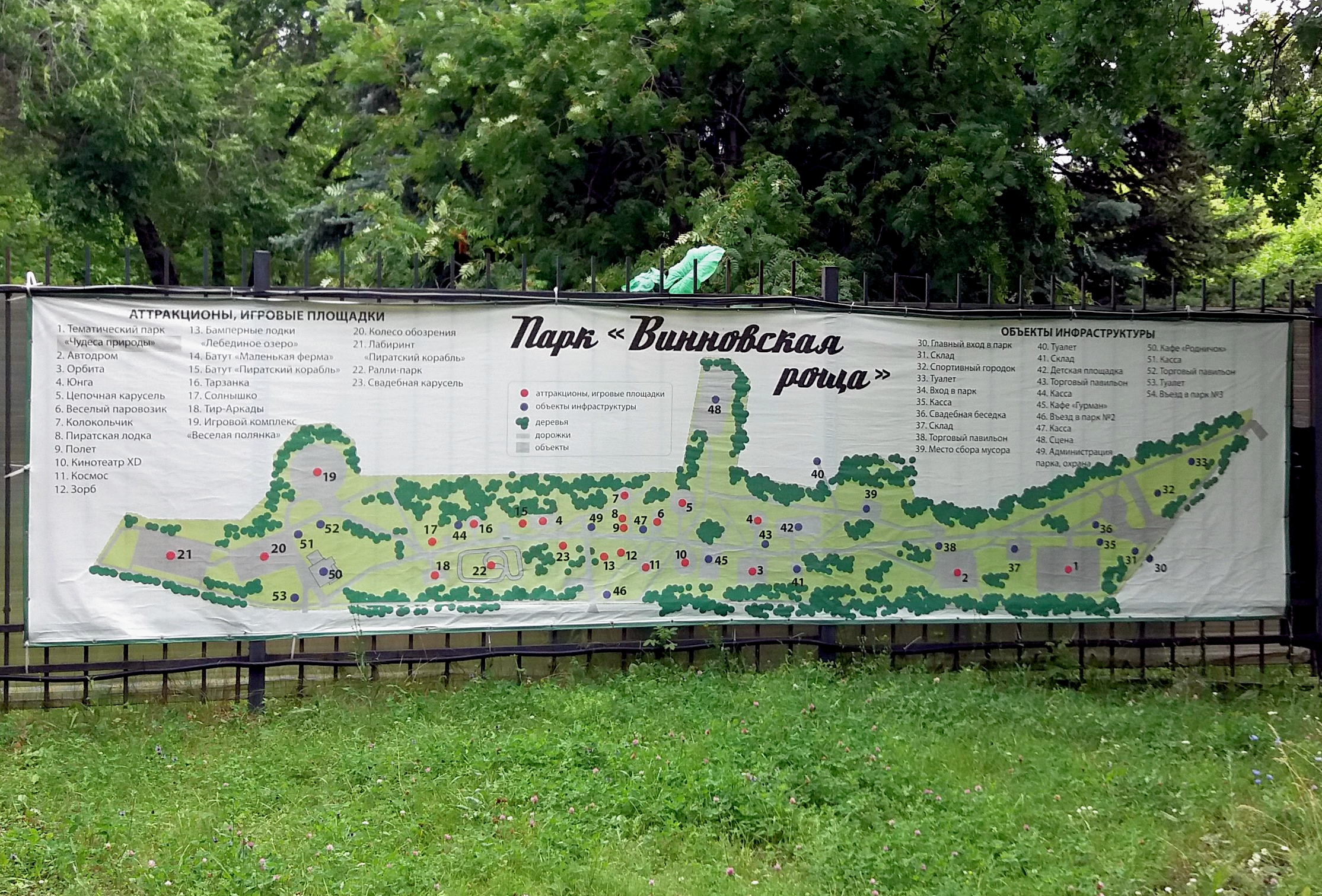
План парка «Винновская роща»

## Примечание
1. 1 2  Памятники природы. mpr73.agro-ul.ru. Дата обращения: 28 сентября 2019. Архивировано из оригинала 28 сентября 2019 года.
2. 1 2  Винновская роща. — Информация об ООПТ на сайте информационно-аналитической системы «Особо охраняемые природные территории России» (ИАС «ООПТ РФ»): oopt.aari.ru. Дата обращения: 23 февраля 2022. Архивировано из оригинала 26 мая 2024 года.
3. 1 2  парк Винновская роща. vinnovka73.ru. Дата обращения: 11 октября 2019. Архивировано 11 октября 2019 года.
4. ↑  Роще - Свежие новости. 73.rodina.news. Дата обращения: 28 октября 2019. Архивировано 5 апреля 2019 года.
5. ↑  ФЛОРА ВИННОВСКОЙ РОЩИ В Г. УЛЬЯНОВСКЕ. Дата обращения: 23 февраля 2022. Архивировано 23 февраля 2022 года.
6. ↑  Фото. archeo73.ru. Дата обращения: 23 февраля 2022. Архивировано 2 ноября 2019 года.
7. 1 2 3  Первомайка. Дата обращения: 18 сентября 2022. Архивировано 4 августа 2020 года.
8. ↑  Журнал "Мономах". Бой в Киндяковке 12 сентября 1918 года. Дата обращения: 16 июня 2022. Архивировано 16 апреля 2021 года.
9. ↑  Михайлова, Наталья. Улице меньше 500 м., основанная стрельцами как слобода у стен Симбирского кремля. Brandergofer: 224 сажени Стрелецкой. Улпресса (22 апреля 2019). Дата обращения: 16 января 2025. Архивировано 14 января 2022 года.
10. ↑  Посёлок Киндяковка образовался в 1898 году, с открытием ветки Московско-Казанской железной дороги Инза — Симбирск, разъезд назвали «Киндяковка» и у него поселили семьи обслуживающего персонала. А в 1940-50-х гг. вокруг эвакуированного Московского завода ЗИС, ныне УМЗ, вырос большой рабочий посёлок.
11. ↑  Истории об ульяновской околице: деревня, попавшая в роман Гончарова. Ульяновск сегодня (7 ноября 2018). Дата обращения: 11 октября 2019. Архивировано 11 октября 2019 года.
12. ↑  Решение сессии Ульяновского областного совета народных депутатов от 15.03.1961 №296 | ООПТ России. oopt.aari.ru. Дата обращения: 12 ноября 2019. Архивировано 29 октября 2019 года.
13. ↑  Памятники природы. www.mpr73.ru. Дата обращения: 13 августа 2020. Архивировано 6 февраля 2020 года.
14. ↑  «73 СОКРОВИЩА ЗЕМЛИ УЛЬЯНОВСКОЙ. Винновская роща». leninmemorial.ru. Дата обращения: 11 октября 2019. Архивировано 11 октября 2019 года.
15. ↑  Легенда советского спорта. За что ульяновцы обожали мотогонщика Ерохина. Улправда. Дата обращения: 18 сентября 2023. Архивировано 13 августа 2023 года.
16. ↑  Июнь 1979 / История Ульяновска / Годы и люди. leta.73online.ru. Дата обращения: 16 октября 2019. Архивировано 26 сентября 2019 года.
17. ↑  Ульяновцев зовут в Винновскую рощу - прибраться на берегу Волги. gorodskoyportal.ru. Дата обращения: 28 октября 2019. Архивировано 28 октября 2019 года.
18. ↑  Маргарита, Назаренко. Евгений СОФРОНОВ: В Винновской роще прошли всероссийские соревнования по кинологическому спорту. Фото. Улпресса (18 февраля 2019). Дата обращения: 18 сентября 2023. Архивировано 23 января 2022 года.
19. ↑  Семен Мукин. Универсиада: все итоги. В пятницу церемония закрытия. Улпресса (13 июля 2022). Дата обращения: 13 июля 2022. Архивировано 13 июля 2022 года.
20. ↑  Елена Любимова. В Винновской роще благоустроили Сахарный родник, и скоро там будет WI-Fi. Аргументы и факты (20 июня 2013). Дата обращения: 11 октября 2019. Архивировано 11 октября 2019 года.
21. ↑  Региональный минсельхоз потратит 3,8 млн рублей на поиски нефтепродуктов в «Винновке». 73online.ru. Дата обращения: 11 октября 2019. Архивировано 11 октября 2019 года.
22. ↑  Тайны «склепа» Киндяковых. Улпресса. Дата обращения: 11 октября 2019. Архивировано 11 октября 2019 года.
23. ↑  Винновская роща в городе Ульяновск. Страшные истории. Дата обращения: 11 октября 2019. Архивировано 11 октября 2019 года.
24. ↑  Склеп - Ульяновск. wikimapia.org. Дата обращения: 11 октября 2019. Архивировано 11 октября 2019 года.
25. ↑  Легенды о «Статуйке». 1ul.ru. Дата обращения: 11 октября 2019. Архивировано 11 октября 2019 года.
26. ↑  Винновка – не просто роща. Новости Ульяновска. Смотреть онлайн. Дата обращения: 11 октября 2019. Архивировано 11 октября 2019 года.
27. ↑  Легенды о «статуйке». Лента новостей Ульяновска. Дата обращения: 11 октября 2019. Архивировано 11 октября 2019 года.
28. 1 2  Экологи: Самое известное "литературное" место в Ульяновске отравляют соляркой. Российская газета. Дата обращения: 25 октября 2019. Архивировано 25 октября 2019 года.